# Майк Гілліс
Майк Гілліс (англ. Mike Gillis, нар. 1 грудня 1958, Садбері) — канадський хокеїст, що грав на позиції крайнього нападника.

## Ігрова кар'єра
Хокейну кар'єру розпочав 1975 року виступами за команду «Кінгстон Канадієнс» (ОЮХЛ).
1978 року був обраний на драфті НХЛ під 5-м загальним номером командою «Колорадо Рокіз». Три сезони відіграв за «Колорадо Рокіз».
У середині сезону 1980/81 перейшов до «Бостон Брюїнс». У складі «Брюїнс» провів чотири сезони.
Загалом провів 273 матчі в НХЛ, включаючи 27 ігор плей-оф Кубка Стенлі.

## Інше
З 1985 по 1990 тренував хокейну команду Університету Квінз, а згодом працював агентом хокеїстів, серед його клієнтів зокрема були Павло Буре, Маркус Неслунд, Боббі Голик і Майк Ріхтер.
Наприкінці сезону 2007/08 звільнилась посада генерального менеджера клубу «Ванкувер Канакс», яку згодом обійняв Гілліс. Він одразу повернув до клубу капітана команди Маркуса Неслунда, уклав дворічний контракт з Матсом Сундіном. У команді також з'явився Александр Барроуз. Як наслідок «Канакс» наступного сезону виграв Північно-західний дивізіон. 
У липні 2009 укладено контракти з братами Седінами, а згодом підписано чотирирічний контракт з воротарем Роберто Луонго.
У 2010 до клубу приєдналися завдяки Гіллісу Мікаель Самуельссон з «Детройт Ред Вінгз» та Сергій Широков з КХЛ. Команда «Ванкувер Канакс» мала в кожній ланці яскравого лідера, серед гравців захисту були досвідчені Крістіан Ергофф і Брад Лукович, у нападі на високому рівні грали шведи Генрік Седін і його брат Даніель Седін. Але «Канакс» знову не проходить далі півфіналу конференції.
У наступне міжсезоння Гілліс вдається до нових обмінів і це дає результат. «Ванкувер» виходить у фінал Кубка Стенлі, де поступається «Бостон Брюїнс» за сумою семи матчів 3:4.
У сезоні 2011/12 «Канакс» вдруге виграє Кубок Президента.
Наступні сезони не такі успішні для «Ванкуверу», причому в сезоні 2013/14 команда взагалі опиняється поза зоною плей-оф, саме через це Гілліс був звільнений з посади генерального менеджера клубу 8 квітня 2014.

## Нагороди
- Приз найкращому генеральному менеджеру НХЛ — 2011.

## Статистика
| Сезон         | Клуб                    | Ліга          | Регулярний сезон | Регулярний сезон | Регулярний сезон | Регулярний сезон | Регулярний сезон | Плей-оф | Плей-оф | Плей-оф | Плей-оф | Плей-оф |
| Сезон         | Клуб                    | Ліга          | І                | Г                | П                | О                | ШХ               | І       | Г       | П       | О       | ШХ      |
| ------------- | ----------------------- | ------------- | ---------------- | ---------------- | ---------------- | ---------------- | ---------------- | ------- | ------- | ------- | ------- | ------- |
| 1975–76       | «Кінгстон Канадієнс»    | ОЮХЛ          | 64               | 16               | 45               | 61               | 34               | 7       | 1       | 2       | 3       | 11      |
| 1976–77       | «Кінгстон Канадієнс»    | ОЮХЛ          | 4                | 2                | 2                | 4                | 4                | —       | —       | —       | —       | —       |
| 1977–78       | «Кінгстон Канадієнс»    | ОЮХЛ          | 43               | 21               | 46               | 67               | 86               | 5       | 3       | 12      | 15      | 0       |
| 1978–79       | «Колорадо Рокіз»        | НХЛ           | 30               | 1                | 7                | 8                | 6                | —       | —       | —       | —       | —       |
| 1978–79       | «Філадельфія Фаєрбердс» | АХЛ           | 2                | 0                | 0                | 0                | 0                | —       | —       | —       | —       | —       |
| 1979–80       | «Колорадо Рокіз»        | НХЛ           | 40               | 4                | 5                | 9                | 22               | —       | —       | —       | —       | —       |
| 1979–80       | «Форт-Верт Тексанс»     | ЦПХЛ          | 29               | 9                | 13               | 22               | 43               | —       | —       | —       | —       | —       |
| 1980–81       | «Колорадо Рокіз»        | НХЛ           | 51               | 11               | 7                | 18               | 54               | —       | —       | —       | —       | —       |
| 1980–81       | «Бостон Брюїнс»         | НХЛ           | 17               | 2                | 4                | 6                | 15               | 1       | 0       | 0       | 0       | 0       |
| 1981–82       | «Бостон Брюїнс»         | НХЛ           | 53               | 9                | 8                | 17               | 54               | 11      | 1       | 2       | 3       | 6       |
| 1982–83       | «Бостон Брюїнс»         | НХЛ           | 5                | 0                | 1                | 1                | 0                | 12      | 1       | 3       | 4       | 2       |
| 1982–83       | «Балтимор Скіпджекс»    | АХЛ           | 74               | 32               | 81               | 113              | 33               | —       | —       | —       | —       | —       |
| 1983–84       | «Бостон Брюїнс»         | НХЛ           | 50               | 6                | 11               | 17               | 35               | 3       | 0       | 0       | 0       | 2       |
| 1983–84       | «Герші Берс»            | АХЛ           | 26               | 8                | 21               | 29               | 13               | —       | —       | —       | —       | —       |
| Усього в ОЮХЛ | Усього в ОЮХЛ           | Усього в ОЮХЛ | 111              | 39               | 93               | 132              | 124              | 12      | 4       | 14      | 18      | 11      |
| Усього в ЦПХЛ | Усього в ЦПХЛ           | Усього в ЦПХЛ | 29               | 9                | 13               | 22               | 43               | —       | —       | —       | —       | —       |
| Усього в АХЛ  | Усього в АХЛ            | Усього в АХЛ  | 102              | 40               | 102              | 142              | 46               | —       | —       | —       | —       | —       |
| Усього в НХЛ  | Усього в НХЛ            | Усього в НХЛ  | 246              | 33               | 43               | 76               | 186              | 27      | 2       | 5       | 7       | 10      |